# Den intersexuality
Den solidarity s intersexuálními osobami (8. listopadu) je mezinárodně známý den společenského povědomí o problémech, kterým čelí intersexuální osoby. Tento den byl zvolen podle datumu narození Herculine Barbine, francouzské intersexuální osoby, jejíž paměti v 2. polovině 20. století popularizoval Michel Foucault v knize Herculine Barbin: Being the Recently Discovered Memoirs of a Nineteenth-century French Hermaphrodite.

## Historie
Poprvé se Den solidarity s intersexuálními osobami slavil 8. listopadu 2005 v Kanadě na výzvu Joëlle-Circé Laramée, tehdejší kanadské mluvčí Mezinárodní organizace intersexuality. Organizace, skupiny i jednotlivci projevili solidaritu se životem intersexuální osoby 19. století Herculine Barbin a diskutovali o sexismu a mrzačení genitálií z důvodu intersexuality, které může mít celoživotní následky.
V Severní Americe a v některých dalších anglicky mluvících zemích se slaví 26. října Den intersexuality. V Evropě se připomíná 8. listopadu Den solidarity s intersexuálními osobami. Některé země, jako je Austrálie a Jižní Afrika, si připomínají obě události a dny mezi nimi označují jako „14 dní intersexuality“.
V roce 2012 ocenila Linda Burney, členka zákonodárného sboru parlamentu Nového Jižního Walesu, organizaci - Organisation Intersex International Australia za její roli při podpoře a lobování za práva intersexuálních osob, uznala důležitost zvyšování povědomí o problémech, kterým tito lidé čelí a vyzvala, aby byl 8. listopad připomínán jako Den solidarity s intersexuálními osobami.
V roce 2014 se stal rakouský Literaturhaus v Salcburku místem konání Dne solidarity s intersexuálními osobami. Podobná akce se konala v roce 2013 na univerzitě v Salcburku.
V roce 2016 spustila Evropská organizace intersexuality (OII Europe) novou osvětovou webovou stránku InterVisibility s materiály o intersexualitě ve 23 evropských jazycích.